# Église Saint-André d'Esparron-de-Verdon
L'église Saint-André est une église de style roman située sur la commune d'Esparron-de-Verdon dans le département des Alpes-de-Haute-Provence en France.

## Architecture
L'église est de style roman. 